# ウィリアム・ピール (初代ピール伯爵)

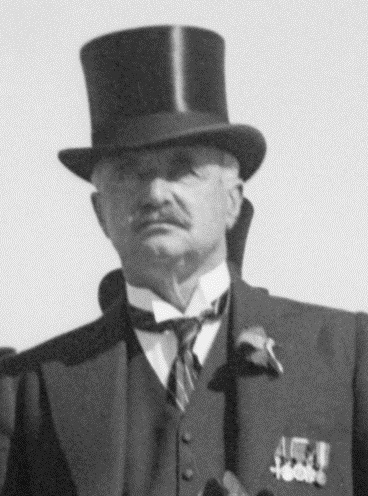
初代ピール伯爵ウィリアム・ピール

初代ピール伯爵ウィリアム・ロバート・ウェルズリー・ピール（英語: William Robert Wellesley Peel, 1st Earl Peel, GCSI, GBE, TD, PC、1867年1月7日 - 1937年9月28日）は、イギリスの政治家、貴族。

## 経歴
初代ピール子爵アーサー・ピールとその妻アデレード・ピール（旧姓ダグデール、Adelaide Dugdale）の間の長男として生まれる。
ハーロー校を経てオックスフォード大学ベリオール・カレッジへ進学。
1900年から1906年にかけてマンチェスター南部選挙区から選出されて統一党(保守党)の庶民院議員となった。1909年から1912年にかけてはトーントン選挙区から選出された。1912年10月24日の父の死により第2代ピール子爵位を継承し、貴族院議員に転じた。1914年から1919年にかけてロンドン参事会議長を務めた。
保守党政権(もしくは保守党参加政権)において閣僚職を歴任し、1919年には陸軍省政務次官に就任するとともに枢密顧問官に列した。1921年から1922年にかけてランカスター公領大臣と運輸大臣を務めた。1922年から1924年にかけてインド担当大臣、1924年から1928年にかけて建設長官、1928年から1929年にかけてインド担当大臣を務めた。
1929年7月10日に連合王国貴族爵位ピール伯爵に叙せられた。1931年には王璽尚書に就任した。
1937年9月28日に死去。爵位は息子のアーサー・ピールが継承した。

## 栄典

### 爵位
1912年10月24日に父アーサー・ピールの死去により以下の爵位を継承した。
- ベッドフォード州におけるサンディーの第2代ピール子爵 (2nd Viscount Peel, of Sandy in the County of Bedford)
(1895年5月9日の勅許状による連合王国貴族爵位)

1929年7月10日に以下の爵位を新規に叙された。
- 初代ピール伯爵 (1st Earl Peel)
(勅許状による連合王国貴族爵位)
- ハンプシャー州におけるクランフィールドの初代クランフィールド子爵 (1st Viscount Clanfield, of Clanfield in the County of Hampshire)
(勅許状による連合王国貴族爵位）

### 勲章
- 1919年、大英帝国勲章ナイト・グランド・クロス（GBE）
- 1932年、インドの星勲章ナイト・グランド・コマンダー(GCSI)
- 国防義勇軍勲章（英語版）（TD）[2][3]

## 家族
1899年4月11日に初代アシュトン男爵ジェイムズ・ウィリアムソンの娘エレノア・ウィリアムソン(Eleanor Williamson)と結婚。彼女との間に以下の2子を儲けた。
- 長女ドリス・ピール (Doris Peel, 1900-没年不詳)
- 長男アーサー・ウィリアム・アシュトン・ピール（英語版） (Arthur William Ashton Peel, 1901-1969) - 2代ピール伯爵を継承。